# Matt Diaz
Pour les articles homonymes, voir Diaz.

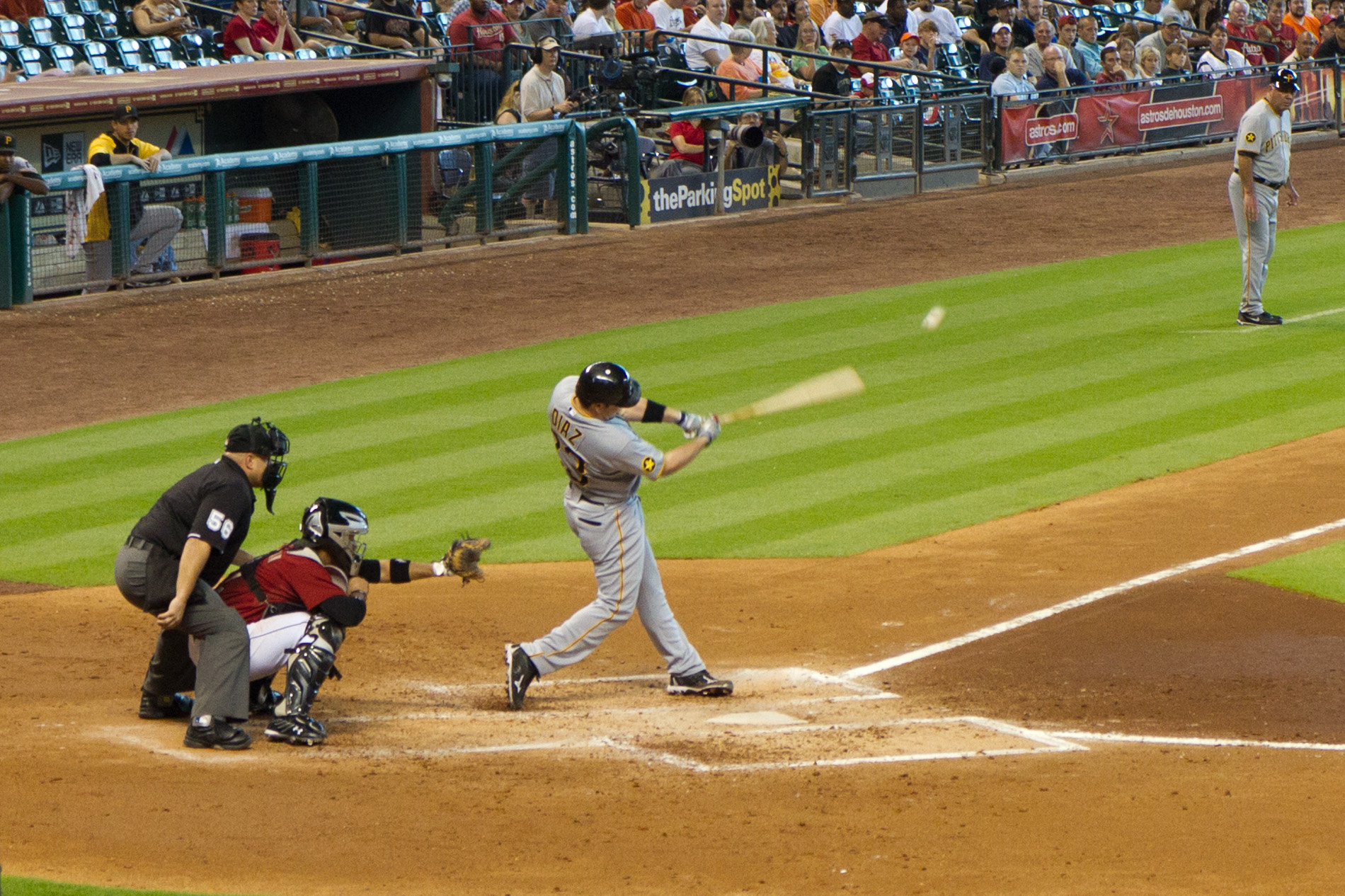
Matt Diaz au bâton pour les Pirates en 2011.

Matthew Edward Diaz (né le 3 mars 1978 à Portland, Oregon, États-Unis) est un joueur de champ extérieur au baseball. Il a joué dans les Ligues majeures de baseball de 2003 à 2013.

## Carrière
Matt Diaz est repêché en 17e ronde par les Devil Rays de Tampa Bay en 1999. Ses débuts sont sans éclats. Il joue son premier match dans les majeures le 19 juillet 2003 et frappe dans une faible moyenne au bâton de ,167 en 30 présences au bâton pour les Rays.
Signé comme agent libre par les Royals de Kansas City, il ne joue que 34 parties avec cette équipe en 2005 avant d'être échangé aux Braves d'Atlanta contre un lanceur des rangs mineurs, Ricardo Rodriguez.
Diaz s'avère une agréable surprise chez les Braves, affichant de solides moyennes au bâton de ,327 et ,338 en 124 et 135 parties, respectivement, lors de ses deux premières saisons à Atlanta.
Ses records personnels de coups sûrs (121) et de circuits (12) ont été établis en 2007.
Il maintient une moyenne au bâton de ,313 en 125 parties au cours de la saison 2009, où il établit un sommet personnel de 58 points produits. Après la saison, il s'entend avec Atlanta pour une saison supplémentaire à 2,55 millions de dollars.
Ses statistiques offensives chutent au cours de la saison 2010. Malgré la très bonne année des Braves, il ne frappe que pour ,250 avec 31 points produits. Une blessure à la main droite le contraint à l'inactivité pendant une longue période et il ne joue que 84 parties. Atlanta renonce à ses services début décembre et Diaz joint, quelques semaines plus tard, les Pirates de Pittsburgh, avec qui il signe un contrat de 4,25 millions de dollars pour deux ans.
Le 31 août 2011, les Braves rapatrient Diaz lorsqu'ils l'obtiennent des Pirates en retour d'un joueur à être nommé plus tard. Il termine l'année avec ,263 de moyenne au bâton en 116 parties (dont 16 pour Atlanta) et 20 points produits.
En 2012, il ne frappe que pour ,222 avec deux circuits et 13 points produits en 51 matchs à Atlanta. Le 27 décembre 2012, il signe un contrat des ligues mineures avec les Yankees de New York. Les Yankees le libèrent durant leur entraînement de printemps le 17 mars. Il signe un contrat des ligues mineures avec les Marlins de Miami le 26 mars 2013. Sa dernière saison est jouée en 2013 avec Miami.

## Statistiques
| Saison | Équipe      | G   | AB   | R   | H   | 2B | 3B | HR | RBI | SB | BA   |
| ------ | ----------- | --- | ---- | --- | --- | -- | -- | -- | --- | -- | ---- |
| 2003   | Tampa Bay   | 4   | 9    | 2   | 1   | 0  | 0  | 0  | 0   | 0  | .111 |
| 2004   | Tampa Bay   | 10  | 21   | 3   | 4   | 1  | 1  | 1  | 3   | 0  | .190 |
| 2005   | Kansas City | 34  | 89   | 7   | 25  | 4  | 2  | 1  | 9   | 0  | .281 |
| 2006   | Atlanta     | 124 | 297  | 37  | 97  | 15 | 4  | 7  | 32  | 5  | .327 |
| 2007   | Atlanta     | 135 | 358  | 44  | 121 | 21 | 0  | 12 | 45  | 4  | .338 |
| 2008   | Atlanta     | 43  | 135  | 9   | 33  | 2  | 0  | 2  | 14  | 4  | .244 |
| 2009   | Atlanta     | 125 | 371  | 56  | 116 | 18 | 4  | 13 | 58  | 12 | .313 |
| 2010   | Atlanta     | 84  | 224  | 27  | 56  | 17 | 2  | 7  | 31  | 3  | .250 |
| Totaux | Totaux      | 559 | 1504 | 185 | 453 | 78 | 13 | 43 | 192 | 28 | .301 |

| Saison | Équipe  | G | AB | R | H | 2B | 3B | HR | RBI | SB | BA   |
| ------ | ------- | - | -- | - | - | -- | -- | -- | --- | -- | ---- |
| 2010   | Atlanta | 4 | 10 | 0 | 1 | 0  | 0  | 0  | 0   | 0  | .100 |
| Totaux | Totaux  | 4 | 10 | 0 | 1 | 0  | 0  | 0  | 0   | 0  | .100 |

Note : G = Matches joués ; AB = Passages au bâton; R = Points ; H = Coups sûrs ; 2B = Doubles ; 3B = Triples ; 
HR = Coup de circuit ; RBI = Points produits ; SB = Buts volés ; BA = Moyenne au bâton.